# Gymnothorax miliaris
Gymnothorax miliaris es una especie de pez de la familia de los morénidas en el orden de los Anguilliformes.

## Morfología
Los machos pueden llegar a alcanzar los 70 cm de longitud total.

## Distribución geográfica
Se encuentra en el Atlántico occidental (desde Bermuda y el sur de Florida - Estados Unidos - hasta las Antillas y el sureste del Brasil) y el Atlántico oriental (Cabo Verde y Santa Helena ).